# Anna Barbaro
Anna Barbaro, née le 27 mars 1985, est une paratriathlète italienne concourant en catégorie PTVI pour les athlètes atteint d'une déficience visuelle. Elle concourt avec Charlotte Bonin qui lui sert de guide.

## Biographie
Elle perd la vue en 2011 après à cause d'une maladie du nerf optique
Lors des Jeux paralympiques d'été de 2020, Charlotte Bonin et elle remporte la médaille d'argent en PTVI derrière l'Espagnole Susana Rodríguez (guide Sara Loehr) et devant la Française Annouck Curzillat (guide Céline Bousrez). Quelques semaines plus tard, elle obtient le même métal lors des Championnats du monde.

## Palmarès
Le tableau présente les résultats les plus significatifs (podium) obtenus sur le circuit international de paratriathlon depuis 2017. 
| Année | Paratriathlon                               | Pays                | Position          | Temps           |
| ----- | ------------------------------------------- | ------------------- | ----------------- | --------------- |
| 2021  | Championnats du monde de paratriathlon PTVI | Émirats arabes unis | Médaille d'argent | 1 h 9 min 25 s  |
| 2021  | Jeux paralympiques de Tokyo PTVI            | Japon               | Médaille d'argent | 1 h 11 min 11 s |
| 2020  | ITU Devonport PTVI                          | Australie           | Médaille d'or     | 1 h 17 min 22 s |
| 2019  | Coupe du monde - étape d'Alanya PTVI        | Turquie             | Médaille d'or     | 1 h 13 min 54 s |
| 2019  | Coupe du monde - étape de Banyoles PTVI     | Espagne             | Médaille d'or     | 1 h 11 min 4 s  |
| 2017  | Coupe du monde - étape de Iseo PTVI         | Italie              | Médaille d'or     | 1 h 26 min 22 s |